# Bernardo Paz
Bernardo Paz (Minas Gerais, 1949), empresário siderúrgico brasileiro, e um dos maiores colecionadores de arte no Brasil foi dono de diversas empresas, sendo a mineradora Itaminas a maior delas. Amante da arte, Bernardo Paz idealizou em meados da década de 1980 o Instituto Inhotim, um complexo museológico de galerias e jardins localizado em Brumadinho (MG), considerado a mais importante iniciativa artística no país, em termos institucionais, desde a criação do Museu de Arte de São Paulo (MASP) em 1947. Recentemente Bernardo foi condenado a prisão por lavagem de dinheiro, acusado de esconder recursos provenientes de sonegação de contribuições previdenciárias, nos anos de 2007 e 2008. Em 2010 o grupo foi vendido por 1,2 bilhão de dólares para uma estatal chinesa a fim de liquidar as dividas dos sócios, calculada em cerca de $400 milhões na época.
Em agosto de 2017, Bernardo de Mello Paz foi condenado em primeira instância a nove anos de prisão por lavagem de dinheiro. Quatro meses depois, já longe da presidência do Inhotim, o empresário foi condenado a outros cinco anos por evasão fiscal. Em junho de 2018, uma investigação da revista Bloomberg Businessweek, assinada pelo repórter Alex Cuadros, autor do best seller Brazillionaires, revelou que a fortuna que colocou a cidade mineira de Brumadinho no circuito da arte mundial foi construída à base de trabalho infantil e escravo, desmatamento ilegal e grilagem de terras.
Em 2020, Bernardo Paz foi absolvido da acusação de lavagem de dinheiro pela Quarta Turma do Tribunal Regional Federal da Primeira Região, o TRF1, de Brasília, por unanimidade por total improcedência da acusação formulada pelo MPF.

## Biografia
A família de Bernardo Paz possuía uma vasta coleção de arte moderna. Em 1998 o empresário decidiu vender todas as peças, e iniciou sua coleção de arte contemporânea. A primeira obra adquirida foi do artista Tunga.
Hoje, sua coleção ultrapassa 400 obras dentre esculturas, gravuras, pinturas e instalações de nomes renomados atualmente, como Cildo Meireles, Hélio Oiticica, Chris Burden[carece de fontes?] e da sua ex-mulher, a artista plástica contemporânea Adriana Varejão.
Na Arco 2008, feira de arte da Madrid, Espanha, Bernardo Paz recebeu o prêmio de Melhor Colecionador do Ano.
Em janeiro de 2011, foi convidado a falar no Fórum Mundial de Davos sobre o tema Arte e Filantropia.

### Itaminas
O grupo Itaminas Comércio de Minérios S.A é um conglomerado de empresas e indústrias extrativistas e mineradoras. Atua principalmente na produção de ferro-gusa e no reflorestamento. Tem como maior área produtora a cidade de Sarzedo (Minas Gerais), localizada no Quadrilátero Ferrífero.
A Itaminas foi fundada em janeiro de 1958 no Rio de Janeiro, transferindo-se em 1959 para Minas Gerais, onde era detentora de três decretos de lavras, um na Fazenda do Engenho Seco, hoje município de Sarzedo, um no Retiro do Fernandinho no município de Itabirito e o último nas Minas do Itacolomy nos municípios de Ouro Preto e Congonhas.
Nos dez primeiros anos além de fornecer matéria prima para o mercado interno, exportou minério de ferro através do porto do Rio de Janeiro para vários países, como Canadá, Estados Unidos, Turquia entre outros. Posteriormente especializou-se no atendimento ao mercado interno que já exigia minério de melhor qualidade.
Procurando sempre aprimorar seus serviços com tecnologia de ponta, desenvolveu pesquisas geológicas garantindo assim a qualidade do minério, fazendo com que se tornasse a segunda maior fornecedora para o mercado guseiro do Brasil, além de estar entre as 40 maiores empresas de mineração do país. Fazia parte da carteira de clientes da Itaminas importantes indústrias brasileiras, como: Cosipa, Açominas, Ferteco, Bárbara, Votorantim, além do mercado guseiro local.
Para atingir o mercado interno a Itaminas teve o comprometimento com a qualidade do minério e grande variedade de especificações em atendimento às necessidades de seus clientes, além de rapidez e flexibilidade no tratamento comercial.
Também compõem o grupo Itaminas empresas do ramo siderúrgico e de reflorestamento. Na unidade mineradora localizada na cidade de Sarzedo observamos duas fases distintas do processo produtivo: A primeira fase se deu através de um contrato de arrendamento dos decretos da MBR onde a Itaminas realizava a atividade de lavra, beneficiamento, comercialização, transporte, e embarque de minério. Em janeiro de 2001 houve uma alteração contratual, ficando a MBR responsável pela operação de lavra e a Itaminas pelas demais atividades, através de um contrato de prestação de serviços. Além da prestação de serviços relacionada a MBR, a Itaminas a partir de janeiro de 2002 promoveu a expansão de suas próprias atividades, através da introdução das instalações de beneficiamento de finos visando o processamento de antigas pilhas existentes na área do empreendimento.
Em março de 2010, o consórcio chinês ECE comprou a Itaminas Comércio de Minérios S/A por cerca de US$ 1,2 bilhão. A negociação ajudou na liquidação das dívidas dos sócios da Itaminas, calculada em cerca de US$ 400 milhões. O acordo com o consórcio chinês se iniciou em 2009, porém com o estouro da crise econômica internacional, a negociação atrasou. Atualmente o grupo Itaminas mantêm a participação nas atividades de ferro-gusa e reflorestamento.

### Crimes
Em agosto de 2017, a Justiça Federal de Minas Gerais (JFMG) condenou em primeira instância, o empresário Bernardo de Mello Paz e sua irmã Maria Virgínia de Melo Paz por lavagem de dinheiro. Paz foi o idealizador e principal mantenedor da construção do museu, que se localiza na cidade mineira de Brumadinho.
Segundo decisão da juíza Camila Franco e Silva Velano, ele agiu em benefício próprio com o intuito de ocultar e dissimular a origem e movimentação de bens, o que configurou crime de lavagem de dinheiro. Bernardo Paz foi condenado a 9 anos e 3 meses e Maria Virgígia, 5 anos e 3 meses.
Em novembro de 2017, Paz foi condenado por lavagem de dinheiro a nove anos de cadeia.

### Absolvições
Em 2020, Bernardo Paz foi absolvido da acusação de lavagem de dinheiro pela Quarta Turma do Tribunal Regional Federal da Primeira Região, o TRF1, de Brasília, por unanimidade por total improcedência da acusação formulada pelo MPF. A decisão é do TRF-1, em Brasília, que também absolveu a irmã do empresário.